# جان بن جوجي
جان بن جوجي (بالفرنسية: Jean Benguigui)‏
```
(و. 
1944
 – 
م
)
[
3
]
 هو 
ممثل
، وممثل دُبلاج من 
فرنسا
 . ولد في 
وهران
.
[
1
]
[
4
]
```

## روابط خارجية
- جان بن جوجي على موقع IMDb (الإنجليزية)
- جان بن جوجي على موقع ألو سيني (الفرنسية)
- جان بن جوجي على موقع أول موفي (الإنجليزية)
- جان بن جوجي على موقع قاعدة بيانات الأفلام السويدية (السويدية)
- جان بن جوجي على موقع قاعدة بيانات الفيلم (الإنجليزية)
- جان بن جوجي على موقع كينوبويسك (الروسية)